# Anomala latericostulata
Anomala latericostulata är en skalbaggsart som beskrevs av Lin 1992. Anomala latericostulata ingår i släktet Anomala och familjen Rutelidae. Inga underarter finns listade i Catalogue of Life.